# Edna Murphy
Elizabeth Edna Murphy (New York City, 17 novembre 1899 – Santa Monica, 3 agosto 1974) è stata un'attrice statunitense.

## Biografia
Nota come fotomodella, iniziò nel 1918 la carriera cinematografica che raggiunse l'apice negli anni Venti, pur senza interpretare pellicole di particolare successo. Nel 1925 la rivista Screenland la proclamò l'attrice più fotografata dell’anno. Nel 1927 sposò il regista Mervyn LeRoy, allora all'inizio della sua carriera, che la diresse in Derby d'amore, e dal quale divorziò nel 1933, anno in cui lasciò il cinema, dopo essere apparsa in 82 film.

## Filmografia parziale

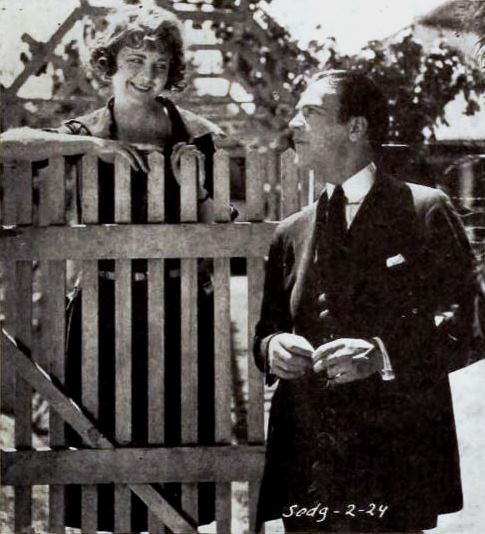
Con Johnnie Walker in Live Wires

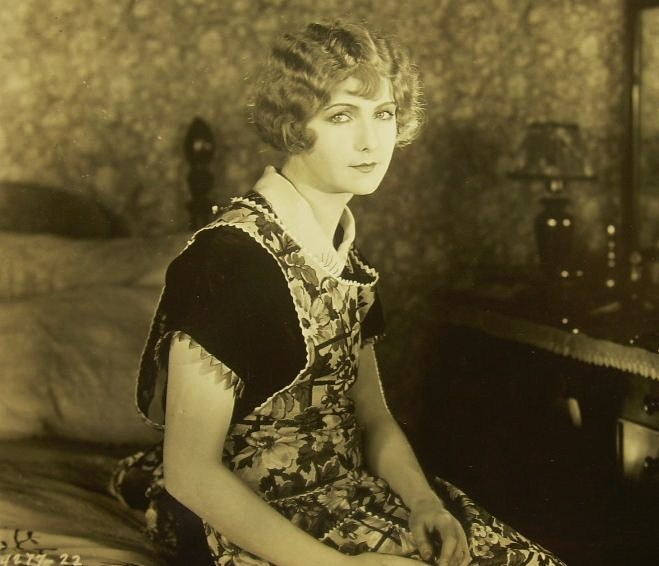
Edna Murphy in The Little Giant

- To the Highest Bidder, regia di Tom Terriss (1918)
- Puppy Love, regia di Roy William Neill (1919)
- Mamma (Over the Hill to the Poorhouse), regia di Harry F. Millarde (1920)
- Fantômas, regia di Edward Sedgwick (1920)
- The Branded Woman, regia di Albert Parker (1920)
- Dynamite Allen, regia di Dell Henderson (1921)
- What Love Will Do (1921)
- Live Wires (1921)
- Extra! Extra!, regia di William K. Howard (1922)
- Don't Shoot, regia di Jack Conway (1922)
- Il cavalier Uragano (The Galloping Kid), regia di Nat Ross (1922)
- Ridin' Wild, regia di Nat Ross (1922)
- Il signore delle nuvole (Going Up), regia di Lloyd Ingraham (1923)
- Her Dangerous Path (1923)
- Daughters of Today, regia di Rollin S. Sturgeon (1924)
- Lying Wives, regia di Ivan Abramson (1925)
- The Police Patrol, regia di Burton L. King (1925)
- College Days, regia di Richard Thorpe (1926)
- The Little Giant (1926)
- A 45 minuti da Hollyvood (1926)
- The Silent Hero (1927)
- His Foreign Wife (1927)
- The Midnight Adventure (1928)
- My Man, regia di Archie Mayo (1928)
- Stolen Kisses (1929)
- Kid Gloves, regia di Ray Enright (1929)
- Derby d'amore (1929)
- Rivista delle nazioni (The Show of Shows), regia di John G. Adolfi (1929)
- Second Choice (1930)
- Forgotten Women (1931)
- Girl of the Rio (1932)
- Cheating Blondes (1933)